# Thomas Kanza
Pour les articles homonymes, voir Kanza.
Thomas Kanza (né le 10 octobre 1933 et mort le 25 octobre 2004 à Oxford, en Angleterre) est un homme politique, diplomate et écrivain du Congo-Kinshasa, membre du Gouvernement Lumumba. Il fut le premier universitaire congolais diplômé en Belgique. Il est le fils de Daniel Kanza et frère de Sophie Lihau-Kanza.

## Biographie
Thomas Kanza est né en 1933 à Boende, dans  la province de l’Équateur en République démocratique du Congo. Il est le premier laïque congolais à obtenir un diplôme universitaire en Belgique. C’est au milieu des années 1950 qu’il décide de s’engager activement dans la vie politique et culturelle du Congo. Il publie quelques essais dont «Congo, pays de deux évolués», qui viendra renforcer son engagement en politique. En 1956, il rejoint l’ABAKO (Associations de Bakongo) ainsi que la rédaction du journal Congo. Il fait partie de la délégation des élites invités à la Table ronde à Bruxelles en 1959, pour négocier les modalités de l’indépendance. En 1960, il entre au gouvernement Lumumba. Il fait alliance avec Antoine Gizenga en 1961. Il occupera le poste d’ambassadeur du Congo à Londres de 1962 à 1963 avant de  rejoindre la Rébellion Simba aux côtés de Christophe Gbenye et Gaston Soumialot. C’est après cette mésaventure qu’il publiera en 1965, « Sans Rancune ».
Il a été ambassadeur de la République démocratique du Congo en Suède. Il a également un temps fait partie du Gouvernement Laurent-Désiré Kabila (1997) en tant que Ministre de la Coopération internationale, Ministre du travail (1998).

## Ouvrages
- Sans rancune, 1965, rééditer en 2006, aux éditions de L'Harmattan
- Congo 196 ? tôt ou tard, 1962, aux éditions Remarques Congolaises
- Propos d'un Congolais naïf : discours sur la vocation coloniale dans l'Afrique de demain, Présence Africaine, 1959
- Éloge de la Révolution, Bruxelles, remarques Congolaise, 1964.
- Conflict in the Congo: the rise and fall of Lumumba, Oxford, Penguin African library, 1972
- Congo, pays de deux évolués, Léopoldville, Actualités africaines, 1956
- The rise and fall of Patrice Lumumba: conflict in the Congo, Londres, R. Colling, 1978